# Brahim Amieur
Brahim Amieur est un footballeur algérien né le 31 décembre 1980 à Alger. Il évoluait au poste de défenseur.

## Biographie
Brahim Amieur évolue en Division 1 avec les clubs du CR Belouizdad et du CA Batna.
Il dispute, entre 2002 et 2007, 75 matchs en première division algérienne, inscrivant deux buts. Ses statistiques d'avant 2002 ne sont pas connues.
Il remporte avec le CR Belouizdad deux titres de champion d'Algérie, en 2000 puis en 2001. Par ailleurs, il atteint avec cette équipe la finale de la Coupe d'Algérie en 2003, en étant battu par l'USM Alger. Lors de la finale, il entre sur le terrain à la 97e minute de jeu, à la place de l'international Samir Zazou.

## Palmarès
- Champion d'Algérie en 2000 et 2001 avec le CR Belouizdad
- Vainqueur de la Coupe de la Ligue d'Algérie en 2000 avec le CR Belouizdad
- Finaliste de la Coupe d'Algérie en 2003 avec le CR Belouizdad